# Parevania remanea
Parevania remanea är en stekelart som först beskrevs av Charles Thomas Brues 1933.  Parevania remanea ingår i släktet Parevania och familjen hungersteklar. Inga underarter finns listade i Catalogue of Life.